# Eurasier
L'eurasier est une race de chien originaire d'Allemagne créée dans les années 1960. Le but de cette création fut d'obtenir un chien de type nordique, de taille moyenne, à l'apparence attirante, avec une bonne adaptation aux différents styles de vie (ferme, banlieue, appartement) et possédant un caractère stable sans agressivité.

## Historique
Dans les années 1950, des recherches sont entreprises par Julius Wipfel pour créer une nouvelle race de chien. L'élevage est conduit grâce aux conseils scientifiques de l’Institut de génétique des animaux domestiques de l’université de Göttingen et du professeur Konrad Lorenz, prix Nobel de médecine.
Par croisement de mâles chow-chow et de femelles spitz loup, une première génération appelée « wolf-chow » est créée en 1969. Puis, en 1973, Julius Wipfel croise les wolf-chow femelles avec des samoyèdes.
En fait un seul mâle samoyede sera employé dans les différentes  lignées.
Le nom eurasier ou eurasien est choisi pour marquer le pont entre les races asiatiques (chow-chow, samoyède) et européenne (spitz-loup) utilisées dans sa création.
La race est reconnue par la Fédération cynologique internationale (FCI) en 1973. Au Canada, la race est reconnue par le Club canin canadien (CKC) en 1995.

## Standard

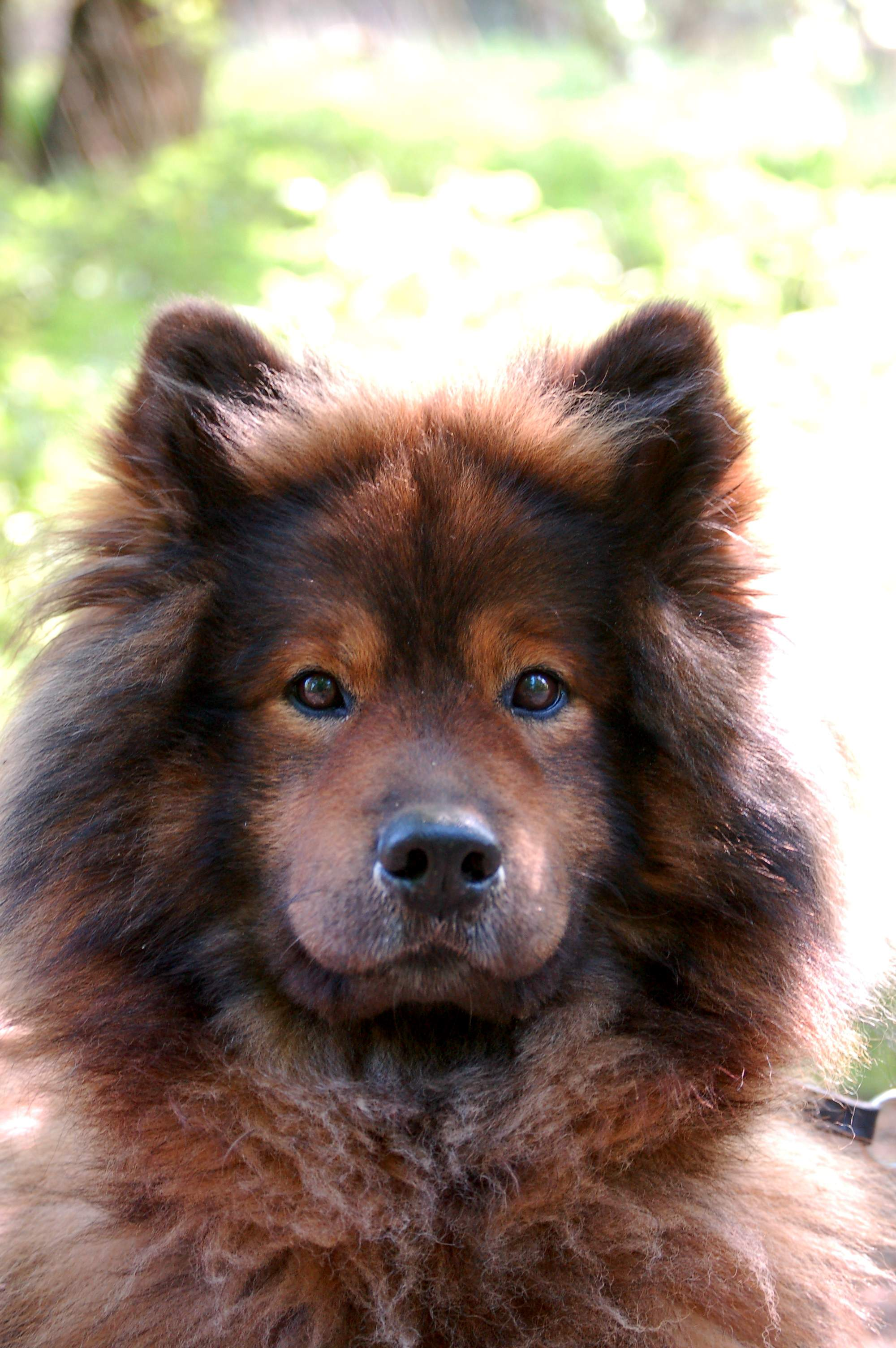
Eurasier.

L'eurasier est un chien de taille moyenne avec une ossature moyennement lourde. Le mâle mesure 52 à 60 cm pour un poids compris entre 25 et 30 kg. La femelle mesure de 48 à 56 cm pour un poids compris entre 20 et 26 kg.
La fourrure est de couleur fauve, noire, grise ou sable. Le fauve plus ou moins charbonné avec le nez sombre est typique. Le sous-poil est épais et le poil de couverture est mi-long. La tête est de forme triangulaire avec des yeux sombres en amande. Les oreilles sont dressées.

### Nomenclature

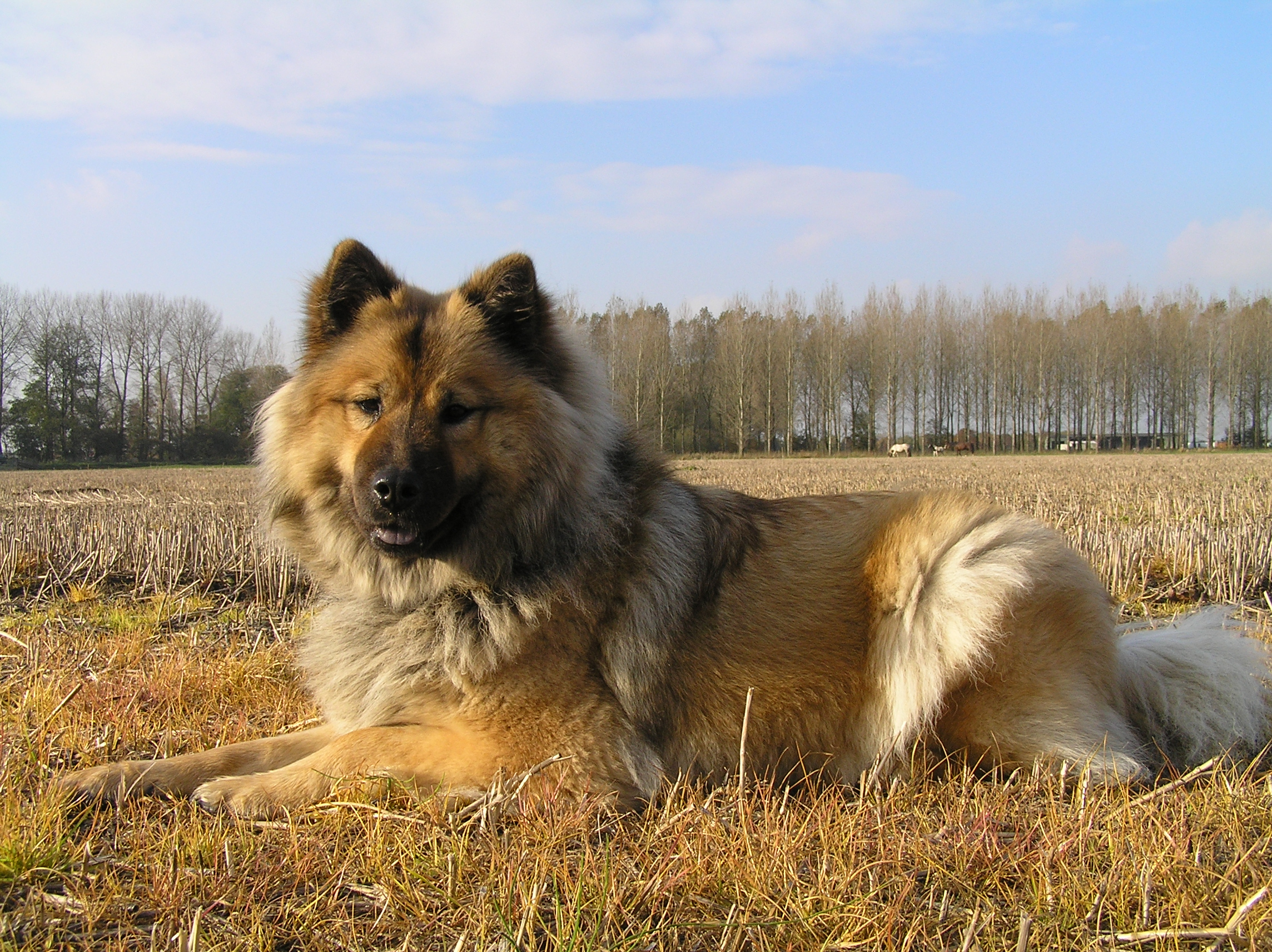
La couleur fauve charbonnée est typique de la race.

- Classement FCI : groupe 5 (chiens de type spitz et primitif). 
Classement CKC : groupe 3 (chiens de travail).

## Caractère
L'eurasier est un chien gai, joyeux et espiègle quand il est jeune même s'il peut devenir plus distant en grandissant. Il reste malgré cela sociable envers les humains et les autres animaux. Il est plutôt indépendant mais reste proche de ses humains et de son groupe social sans pour autant être forcément pot de colle. C'est un chien intelligent et sensible, dont l'éducation doit se faire avec fermeté mais sans aucune brutalité. L'eurasier n'aime pas la solitude et ne supporte pas d'être enfermé, ce qui exclue totalement de le faire vivre en chenil. Proche de ses maitres, avec les inconnus il peut néanmoins se montrer distant voire méfiant. Une bonne socialisation jeune est donc très importante.
D'un tempérament assez joueur, il convient très bien aux enfants. Ce n'est pas un chien de travail ni de garde, il est capable néanmoins de se distinguer dans le rôle de défenseur. C'est un gardien vigilant qui n'aboie pas sans raison. Il est très sociable et cohabite parfaitement bien avec tous les animaux de la maison quels qu'ils soient. Naturellement très propre, il respectera instinctivement votre intérieur.
L'eurasier s'adapte à la vie de la famille et peut vivre en appartement à condition qu'il fasse de grandes promenades quotidiennes (2 minimum), il aime partager les grands espaces lui permettant de se dépenser à loisir.

## Couleurs

Noir et feu
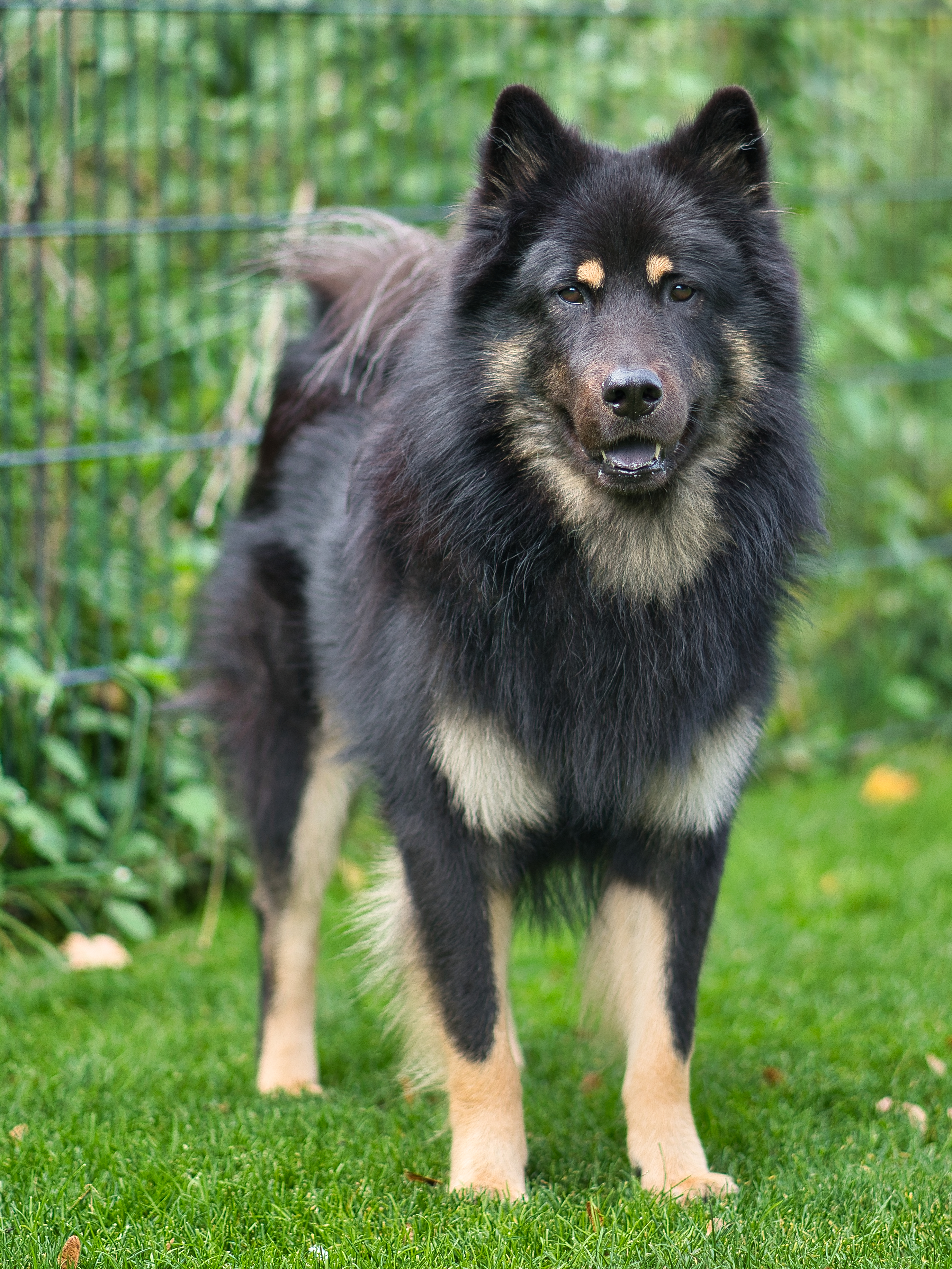
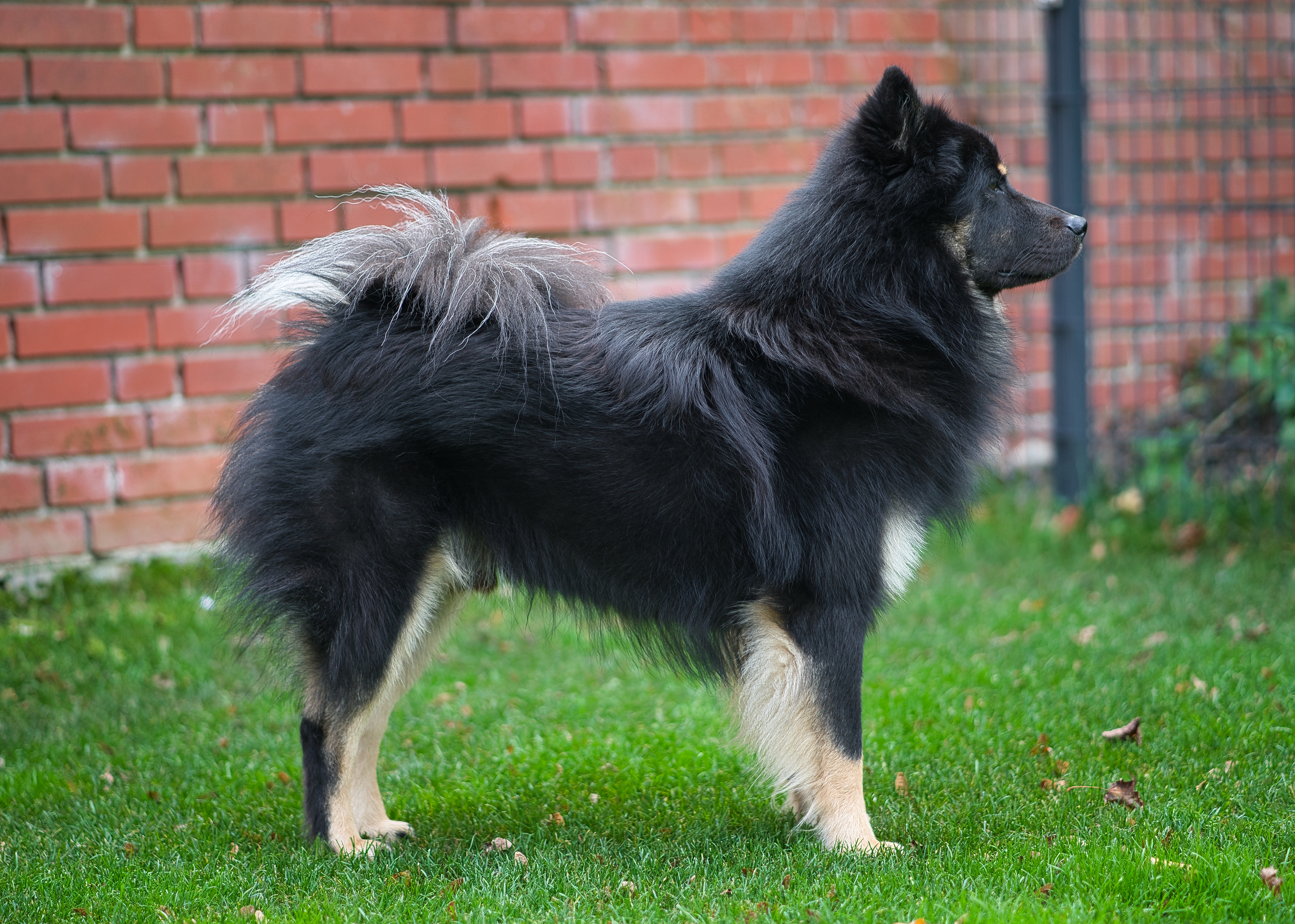

Chaque couleur peut être plus ou moins charbonnées. Sable, rouge, noir, fauve,